# 우디 우드페커
《우디 우드페커》(영어: Woody Woodpecker)는 미국의 영화 회사 유니버셜 스튜디오가 1940년대부터 유일하게 만화영화로 제작한 미국 텔레비전 애니메이션이며 1972년까지 방영했다. 대한민국에는 1980년대에 KBS를 통해 방영된 바 있다. 영화 우디 우드페커에서 시작할 때마다 "네, 누구시죠?(Yes, Who?)"라면서 우디 우드페커가 웃는 경우가 많다. 또 그 영화가 시작될 때에 가끔 우디 우드페커가 뒤이어 "모두가 나를 미쳤다고 생각해. 그래요 나, 그게 나야, 그게 나야. 그게 내가 되어야만 하는거야. 나는 모든 나무마다 구멍을 내. 나무를 노크해. 그래, 나무를 노크해. 뭐, 난 미쳤어, 뭐 어쩌라고? 내가 뭘 할 수 있겠어? 너도 마찬가지야!(Everybody thinks I'm crazy.Yes sir me, that's me, that's me. That's what I'm cracked up to be. I chop a hole in every tree. Knock on wood. Well, knock on wood. So, I'm crazy, so what? What can I do? So are you!)라는 노래를 부르는데 이는 이 영화에 대표적인 노래 중 하나다. 그리고 1999년부터 2002년까지 새로운 우디 우드페커 쇼라는 동영상이 나오기도 했다. 그리고 유일하게 Swing symphony에 관계된 아름다운 음악과 축제 분위기를 나타내는 애니메이션도 있는데 유일하게 The Sliphorn King of Polaroo와 호텔에서 100% 조용하게 약속을 지켜야 하는 Shhhhh!라는 에피소드도 있다.

## 성격
장난을 치기도 하고, 얌체스럽고 남을 골탕먹이거나 괴롭히는데 이를 재밌어 하는 행동 경향을 가지고 있다. 결국 이런 우디 우드페커의 행동 때문에 다른 주인공들에게 정신이 돌았거나, 미쳤다는 소리를 듣기도 한다. 우디 우드페커가 가장 괴롭히는 주인공은 바다코끼리의 웰리였다. 잘잘못 상관없이 우디 우드페커가 대개 이기지만, 때로는 반대로 웰리가 괴롭히거나 보복하기도 한다. 추가로 여자 인간 미니하고도 싸우기도 한다.
하지만, 우디 우드페커는 Termites From Mars에서 갑자기 화성 외계인들이 소형 로켓을 타고 지구에 침략하여 모든 물건들을 잡아먹어 사람들을 해롭게 하는 화성 외계인들을 스카치 테이프 하나로 이용해 혼내주고, 지구인들을 구해주기도 한다. 더 나아가 다른 에피소드 Chicken Woody에서도 닭공장에서 수많은 암탉들이 알을 낳는데 암탉이 1,000,000 (백만)개 알을 낳을 경우 그 암탉은 강제로 닭털을 없애 닭고기 회사로 끌려가 닭고기가 되어 사람들의 먹이가 되는 암닭들을 구해주기도 한다. 또 Buccaneer Woodpecker 에피소드 부분에서도 모든 사람들의 두려움의 대상이 되었던 해적으로 등장하는 버즈 버쩔드를 혼내주기도 하는 영웅이 되기도 한다. 또한, Half Empty Saddles에서 등장하는 어떤 악당이 우디 우드페커의 물건을 훔치려는 일을 도리어 우디 우드페커가 악당을 교묘하게 속여 아주 제대로 혼내주는 역할도 했다. 추가로 우디 우드페커는 Eenie, meany, out you go라는 에피소드에서도 다른 부유한 Nicky Wicky 딱따구리가 미니와 웰리의 물건을 몰래 훔쳐 도둑질을 하는 일을 다른 사람들 앞에서 도둑질했다는 사실을 밝혀 여자 미니와 다른 사람들을 도와주기도 한다.
추가로 Puny Express 에피소드에서도 가방에 대한 책임을 끝까지 지고 악당을 이기는 장면도 나올 뿐 아니라, Niece and Quiet라는 에피소드에서는 내용이 약간 다르게 어떤 아이를 달래주기 위해서 여러 가지 노력을 하여 그 아이를 결국엔 기분을 좋게 하는 역할까지도 하기도 한다. 그리고 때로는 우디 우드페커는 악당 버즈 버쩔드 독수리가 아기로 변장하여 자기 집에 쳐들어와서 물건을 훔치는 것을 알아채, 경찰에 신고하여 자기 집을 지키는 책임 역할도 잘하기도 한다.
그런데 종종 어떤 에피소드에서는 우디 우드페커 대신 위니 우드페커가 일방적으로 등장하여 여자 딱따구리 주인공 역할로 나오기도 한다. 그러다가 1980년 이후부터 우디 우드페커에 관련된 방송은 종료되어 우디 우드페커는 역사 속으로 사라진다. 그런데 요즘 다시 Woody Woodpecker가 다시 재탄생했다.

### 추가 성격
월터 란츠의 가장 중심적인 주인공 우디 우드페커는 공교롭게도 월트 디즈니의 도널드 덕과 비슷한 얌체스럽고 장난치는 행동 경향을 가지고 있다. 하지만, 월트 디즈니의 도널드 덕은 남자 친구(미키 마우스와 구피)와 여자 친구(데이지 덕)뿐 아니라 조카(휴이, 듀이, 루이)가 있는 반면, 우디 우드페커에게는 Fathers day의 에피소드에 등장하는 아빠와 위니 우드페커, 넛헤드 & 스플린터라는 여자 친구 외에는 아무도 없다. 도널드 덕은 에피소드에서 여러 가지로 일을 잘하는 반면 우디 우드페커에서는 열심히 하는 내용이 거의 없다.

## 흡사한 캐릭터
우디 우드페커의 캐릭터 중에서 루니툰에 등장하는 태즈메니안 데블이라는 캐릭터와 흡사하게 생긴 무시무시한 주인공도 나온다. 우디 우드페커 에피소드 중에서 Date with destiny와 Baby Buzzard와 Frankenwoody에서 스컹크 형태로 나오는 태즈메니안 데블과 비슷한 주인공이 나온다. 그러나 형태를 잘 보면 무시무시한 이빨과 하는 행동이 비슷하게 생겼는데 이는 루니툰에 등장하는 태즈메니안 데블과 비슷하게 생겼다.

## 이모저모
우디 우드페커와 벅스 버니에 등장하는 일부분 에피소드에는 공통적인 클래식 음악이 들어간다. 바로 우디 우드페커 에피소드에서는 세빌의 이발소에 등장할 때에 우디 우드페커가 손님을 머리를 깎아주면서 부르는 음악과 벅스 버니의 오페라의 토끼 에피소드에서 부르는 성악가가 부르는 음악이 공교롭게도 같기 때문이다.

## 우드페커에 관련 영화 내용
1. 우디 우드페커 영화의 대표적인 노래는 바로 "모두가 나를 미쳤다고 생각해. 그래요 나, 그게 나야, 그게 나야. 그게 내가 되어야만 하는거야. 나는 모든 나무마다 구멍을 내. 나무를 노크해. 그래, 나무를 노크해. 뭐, 난 미쳤어, 뭐 어쩌라고? 내가 뭘 할 수 있겠어? 너도 마찬가지야!(Everybody thinks I'm crazy.Yes sir me, that's me, that's me. That's what I'm cracked up to be. I chop a hole in every tree. Knock on wood. Well, knock on wood. So, I'm crazy, so what? What can I do? So are you!)[11]"라는 곡이며, 어떤 영화 초기에서도 대부분 나온다.
2. 그리고 대표적으로 우디 우드페커 영화에서 우디 우드페커가 시작할 때마다 말할 때에 "네, 누구시죠? (Yes, Who?) 으헤헤헤헤, 으헤헤헤헤, 으헤헤헤헤, 히히히히히"라고 규칙적으로 웃을 때가 많다. 끝날 때에 대부분 "으헤헤헤헤, 으헤헤헤헤, 으헤헤헤헤, 히히히히히"라고 웃으면서 끝날 경우가 많다.
3. 영화 우디 우드페커의 포카(Woody Woodpecker Birtua Polka)에서는 우디 우드페커가 포카춤을 추는 음악으로써 이는 유일하게 우디 우드페커에 관련된 아름다운 포카 음악이다[12]. 내용은 웰리와 우디 우드페커가 서로 만나서 포카춤을 추는 영화에서 비롯한 음악이다.

## 우디 우드페커가 없는 유일한 에피소드

### Sliphorn King of Polaroo
이 에피소드는 유니버셜 스튜디오 중에서 유일하게 Swing symphony가 들어있는 아름다운 음악과 남극 천국을 보여주는 영화이다. 그런데 이 에피소드에서는 안타깝게도 정작 우디 우드페커 주인공이 등장하지는 않는다. 추가로 펭귄이 등장하긴 하지만, 칠리 윌리에 등장하는 펭귄은 아니다, 내용은 이렇다.
어떤 사자 주인공이 보트를 타고 항해하는 도중 거센 파도를 만나 어느 극지방으로 표류된다. 그 극지방에 살고 있는 펭귄들이 사자에게 마실 물을 주는데, 한 마리는 병채로 사자 머리를 때려버리고, 왕으로 임명한다.
이 때에 극지방에 함께 살고 있는 한 물개가 신사용 모자와 지팡이를 가지고 노래를 부른다. 이와 함께 웰리와 비슷하게 보이는 바다코끼리가 바다에 샤워하고 낚시하는 모습이 등장한다. 이 노래에 맞춰 왕이 된 사자는 트럼본을 불면서 노래에 합창한다. 이 외에 북극곰은 노래를 잠깐 따라부르고, 바다표범도 고드름으로 피리 불기도 하고, 나머지 펭귄들은 춤을 추기도 한다. 이 중 펭귄 한 마리가 춤추면서 7마리까지 늘어나는 현상도 일어난다.
Sliphorn King of polaroo같이 제목은 우디 우드페커지만, 정작 우디 우드페커가 등장하지 않은 다른 영화 제작사는 종종 있다. 루니툰의 벅스 버니같은 영화 제작사에서도 때로는 거기에 관련된 상관없는 다른 주인공들이 등장할 때에도 있다, 예를 들면 피멘토 대학교의 도버 청년들, A에서 Z까지, 고양이 학교, 노래가 좋아, Fox pop라는 에피소드가 있다. 고양이 학교같은 경우는 벅스 버니에 관련된 주인공들이 전혀 나오지 않아도, 고양이들이 서로 합창하는 분위기를 갖고 있다. 때로는, MGM의 톰과 제리도 그렇다. 하지만, 우디 우드페커는 유일하게 칠리 윌리를 제외하면 에피소드마다 정작 자신이 빠지는 일이 없고, 루니툰이나 MGM처럼 심포니같은 분위기도 전혀 없다. 즉, 유니버셜의 Sliphorn king of polaroo만이 유일하게 우디 우드페커와 칠리 윌리가 전혀 등장하지 않고, Swing Symphony가 들어있다.
추가로, 우디 우드페커 유니버스 픽처 중에서 Woodpecker Cartoons Woody Woodpecker에서도 정작 영화에서는 우디 우드페커가 나오지 않고 오히려 고양이에 관련된 다른 주인공들이 등장한 경우도 있다. 여기서도 고양이들끼리 모여서 공부하는데 리듬 맞춰서 재미있게 노래를 부르는 내용이 많다.

### Shhhhhh!
유니버셜 스튜디오 중에서 유일하게 우디 우드페커가 없는 애니다. 이 에피소드의 경우는 호텔 안에서 어떤 조그만한 소리조차도 내면 안되는 엄청나게 조용한 호텔이다.
짜증내도, 종 소리도, 걷는 소리도, 말하는 소리도, 수돗물 소리도, 대화조차도 금지되어있는 호텔이다.

## 관련 주인공들
- 위니 우드페커
- 웰리 (등장인물)
- 미니 (등장인물)
- 칠리 윌리
- 막시
- 버즈 버쩔드
- 넛헤드 & 스플린터

## 같이 보기
- 실리 심포니스
- 도널드 덕
- 월트 디즈니